# Pyralites
Pyralites is een geslacht van vlinders van de familie snuitmotten (Pyralidae).

## Soorten
- P. obscurus Heer, 1856
- P. preecei Jarzembowski